# Feeder
Pour les articles homonymes, voir feed.
Feeder est un groupe de rock indépendant formé à Londres en 1991. Il était initialement formé de Grant Nicholas et Jon Lee, tous deux originaires de Newport au Pays de Galles, et se nommait Temper Temper. Ils seront rejoints en 1992 par Taka Hirose, un bassiste japonais, pour former Feeder.
Le groupe prend son envol avec une signature chez Echo en 1995, puis avec le succès de leur second EP, Swim sorti l'année suivante qui leur permis de décrocher une tournée aux États-Unis. Ils prirent l'habitude de jouer devant un public de plus en plus important, sur les scènes indie en donnant des concerts toujours énergiques de style punk. La sortie de leur album Echo Park en 2001 les propulsa sur le devant de la scène musicale britannique et internationale. Le décès de Jon Lee début 2002 leur fit prendre un chemin différent vers des chansons plus mélodiques se rapprochant de la pop.
Leur dernier album, All Bright Electric, est sorti le 7 octobre 2016.

## Biographie

### Formation et débuts (1991–2002)
À 14 ans, le chanteur et guitariste Grant Nicholas se joint à un groupe appelé Sweet Leaf, nommé d'après une chanson de Black Sabbath, qui le verra jouer pour la première en concert. cette période, le bassiste japonais Taka Hirose et le batteur Jon Lee jouaient dans différents cover bands, mais ne se connaissaient pas. En jouant dans différents groupes à Newport, Grant et Jon se lient d'amitié. Ils forment un duo de musique électronique appelé Temper Temper après le départ de Jon du groupe The Darling Buds. Peu après, ils forment un groupe appelé Raindancer,. Cependant, les groupes ne parviennent pas à décrocher de contrat, et le style musical de ce dernier est comparé par Grant à celui de The Waterboys. Le 20 juin 1991, Raindancer est invité à participer au Stage One, une émission diffusée sur ITV Central. Le concert est filmé au Town and Country Club, Londres, sans présence d'un public.
Raindancer se reforment comme trio appelé Reel après le départ de John Canham. Leur bassiste Simon Blight part et le groupe se rebaptise Real. À cette période, en 1994, ils recrutent Taka Hirose grâce à une annonce sur Loot, pour laquelle Taka a répondu,. Le groupe devient Feeder, d'après le poisson rouge de Grant. Ils remportent un contrat avec Echo après avoir envoyé une cassette démo, qui sera appuyée par un membre du label qui a assisté le groupe en concert.
Après s'être popularisé avec l'EP Swim, le groupe sort son premier album en 1997. Intitulé Polythene, il est acclamé par la presse comme Metal Hammer et Kerrang!, qui le placent premier de leurs listes de fin d'année,. Kerrang! l'inclut par la suite dans sa liste des « 200 albums de l'année 2000 ». En mai 2017, l'album recense déjà 100 000 exemplaires vendus, et est certifié disque d'or album vingt ans après sa sortie.
Pour l'album Yesterday Went Too Soon, leur deuxième, le groupe choit l'auto-production, faisant participer l'ingénieur-son Matt Sime ; l'album est mixé à New York par le producteur Andy Wallace. C'est avec cet album que le groupe fait de la promotion en France pour la première fois. Il donne notamment un concert au MCM Café de Paris en 1999, qui sera diffusé plusieurs fois sur la chaîne musicale MCM. Peu après, le groupe passe en live dans l'émission de Canal Plus Nulle Part Ailleurs, où la chanson éponyme de l'album est interprétée.
Fin 2001, sort le troisième album du groupe : Echo Park. Cet album est un tournant dans leur carrière car le premier single Buck Rogers connaît un succès retentissant en Angleterre, obtenant une place dans le Top 10 des charts de singles, grande première pour le groupe. Une performance due notamment à la présence du titre dans une pub pour une voiture.

### Mort de Jon Lee etComfort in Sound(2002–2005)

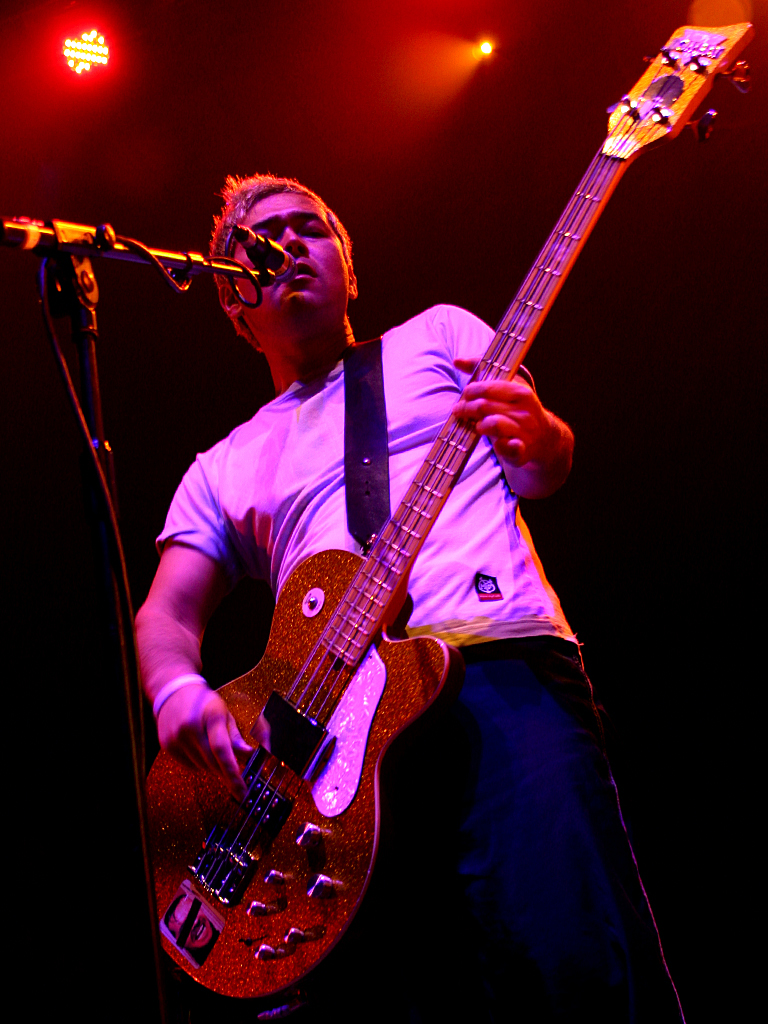
Taka Hirose à la Cardiff International Arena, en 2005.

En janvier 2002, Jon Lee se suicide dans sa maison à Miami, ce qui attire l'intérêt des médias sur le groupe. C'est à cette période que Grant Nicholas a écrit une série de morceaux liés à leurs émotions et réactions à la mort de Jon, qui ont construit le quatrième album du groupe, Comfort in Sound. Le groupe fait participer Mark Richardson, membre de Skunk Anansie et Little Angels, à la batterie. L'album est publié en octobre la même année, et reçoit de nombreuses félicitations de la presse spécialisée, ainsi que de nombreuses accolades.
Le dernier single de l'album, homonyme, est publié en édition limitée à 3 000 CD pendant leur tournée en 2003. Quatre singles sont publiés dont ; Come Back Around (#14), Just the Way I'm Feeling (#10), Forget About Tomorrow (#12), et Find the Colour (#24),. Le groupe gagne plus tard un Internet Music Award pour leur clip Just The Way I'm Feeling et l'album devient le premier à apparaître dans le top 75 des albums (#66).
Feeder revient en studio pour un cinquième album, Pushing the Senses. L'album est considéré par Grant comme une extension de Comfort in Sound, car il se consacre aux mêmes thèmes et possède le même style musical.
Il est le mieux classé du groupe. Il atteint 42 951 exemplaires vendus la première semaine est certifié disque de platine et devient l'un des albums du top 100 dans six autres pays,,. L'accueil de la presse est mitigé.

### The SinglesetSilent Cry(2006–2008)
À la fin 2005, Feeder revient en studio, avec Stephen Street pour de nouveaux morceaux. Lost and Found devient le premier single, qui atteint la 12e place de l'UK Singles Chart en mai 2006, après que le groupe ait achevé une tournée hivernale à la LG Arena de Birmingham face à 8 000 fans. The Singles, sorti le même mois que Lost and Found, est le premier album de Feeder à impliquer une major (EMI Group).

### All Bright ElectricetThe Best of/Arrow(2016-2018)
En janvier 2016, le groupe poste de nouvelles photos de lui en train d'enregistrer dans le home studio de Grant Nicholas, The Treehouse. Le 15 juin, le groupe annonce le titre de son nouvel album, All Bright Electric. Celui-ci sort le 7 octobre, arborant une guêpe en gros plan sur la pochette. Ainsi, la tournée de promo qui suivra commencera par 1 min de bourdonnements de guêpes, avant que la planante ballade Another day on earth n'ouvre les hostilités. Ce titre constituera un des singles de l'album, aux côtés de 2 autres titres bien plus rock nommés Universe of Sound et Eskimo.
En juillet 2017, ils annoncent la compilation The Best of Feeder, qui sort le 16 septembre, dont la version Deluxe vinyle contient 3 albums de singles et un quatrième entièrement inédit nommé Arrow (album qu'on retrouve en 3e CD dans la version Deluxe CD, tandis que la version simple du Best of ne propose que 4 de ces nouvelles chansons).
Comportant 9 nouveaux titres, Arrow constitue un authentique nouvel album, même si à ce jour, il n'est disponible que dans les versions Deluxe du coffret The Best of Feeder. Deux singles en sont extraits pour promouvoir The Best of : Figure you out et Veins.
En 2018, le groupe se lance dans The Best of tour, une tournée britannique et européenne autour de son tout dernier best of, ce qui permet aux fans d'entendre une sélection des meilleurs singles, depuis les tout débuts jusqu'au plus récent single, Figure you out. Le point culminant de cette tournée a lieu à la prestigieuse Brixton Academy de Londres, où environ 6 000 fans viennent célébrer les 21 ans du groupe, le 17 mars 2018.

### 10ealbum:Tallulah(2019)
Le 27 mars 2019, le groupe annonce l'arrivée d'un nouvel album, son 10 ème, baptisé Tallulah. Cette annonce s'accompagne d'un clip réalisé autour d'une nouvelle chanson qui figurera sur l'album : Fear of flying.
Dès le jour de cette annonce, le site Deezer indique la liste de toutes les chansons de l'album, ainsi que leurs dates de sortie. Le titre Youth est annoncé pour le 15 mai, tandis que tous les autres sont annoncés pour le 9 août. On a donc ainsi le nom et la date du prochain single, ainsi que la date de l'arrivée de l'album complet.
En complément, le groupe annonce une tournée du Royaume Uni pour le mois de novembre.

## Membres

### Membres actuels
- Grant Nicholas - chant, guitare
- Taka Hirose - basse
- Karl Brazil - batterie (sur les albums Renegades et Generation Freakshow)
- Damon Wilson - batterie (sur une partie de la tournée de Renegades. On peut l'apercevoir dans le clip de Borders)
- Dean Tidey - guitare (considéré officieusement comme 5e membre du groupe car présent à tous les concerts ou représentations télévisuelles)

### Anciens membres
- Mark Richardson - batterie (qui intègre le groupe officieusement en 2002 puis officiellement à la sortie de Pushing the Senses. Mark quitte le groupe en avril 2009 après 7 ans de collaboration. Il est actuellement de retour comme batteur dans Skunk Anansie, mais aussi dans Globus)
- Jon Lee - batterie (décédé en 2002)

## Discographie

### EP
- 1995 : Two Colours EP
- 1996 : Swim
- 2001 : Swim (réédition)

### Compilations / Lives
- 2004 : Picture Of Perfect Youth
- 2006 : Feeder: The Singles
- 2017 : Feeder : The Best of

## Classements
| Titre                   | Sortie            | Position charts UK |
| ----------------------- | ----------------- | ------------------ |
| Two Colours EP          | 25 septembre 1995 | #178               |
| Polythene               | 19 mai 1997       | #65                |
| Polythene (réédition)   | 18 octobre 1997   | #80                |
| Yesterday Went Too Soon | 30 août 1999      | #8                 |
| Echo Park               | 23 avril 2001     | #5                 |
| Swim (réédition)        | 1er juillet 2001  | #91                |
| Comfort in Sound        | 21 octobre 2002   | #6                 |
| Pushing the Senses      | 31 janvier 2005   | #2                 |
| Feeder: The Singles     | 15 mai 2006       | #2                 |
| Silent Cry              | 16 juin 2008      | #8                 |
| Renegades               | 5 juillet 2010    | #16                |
| Generation Freakshow    | 23 avril 2012     | #13                |

## Autres
- La chanson Just a Day est la musique de la cinématique d'introduction du jeu vidéo Gran Turismo 3 et fait partie de la liste des musiques disponibles en course. Les morceaux Seven days in the Sun et Buck Rogers faisaient partie aussi de cette même liste.
- La chanson Shatter est dans la B.O. du film Night Watch, sorti en 2004, et constitue le thème final. On la retrouve aussi dans Gran Turismo 4.
- La chanson Feeling a Moment est la musique du film Goal 2.
- La chanson Sweet 16 fait partie de la B.O du premier jeu de la série Gran Turismo (Gran Turismo ~Western Edition~) sur Playstation. Shade, Chicken On A Bone et Tangerine apparaissent en version instrumentale dans le jeu.
- Feeling a Moment et Tender apparaissent dans Les Frères Scott dans la saison 3
- La chanson Pain on Pain fait partie des musiques de l'épisode pilote de Bones (épisode 1 saison 1) .
- La chanson Hole in My Head fait partie des musiques du jeu WRC Rally Championship.
- La chanson Buck Rogers fait partie des musiques du film : Derrière les lignes ennemies, épisode 1
- La chanson Feeling a Moment apparaît dans la bande-annonce du film Love, et autres drogues.
- La chanson Renegades est présente dans le jeu Saints Row: The Third